# Підставили!
Підставили! (англ. Railroaded!) — американський фільм-нуар режисера Ентоні Манна 1947 року.

## Сюжет
Дівчина-косметолог зі своїм горбатим хлопцем намагаються пограбувати букмекера, проте коли їх план руйнується, вони підставляють невинну людину.

## У ролях
- Джон Айрленд — Дюк Мартін
- Шила Райан — Розі Райан
- Хью Бомонт — сержант поліції Міккі Фергюсон
- Джейн Рендольф — Клара Калхун
- Ед Келлі — Стів Райан
- Чарльз Д. Браун — капітан поліції МакТаггарт
- Кленсі Купер — детектив Джим Чабб
- Пеггі Конверс — Мері Вестон
- Герміна Штерлер — місіс Райан
- Кіф Брасселль — Кові Ковальські
- Рой Гордон — Джекленд Ейнсворт